# Oecomys flavicans
Oecomys flavicans är en däggdjursart som först beskrevs av Thomas 1894.  Oecomys flavicans ingår i släktet Oecomys och familjen hamsterartade gnagare. IUCN kategoriserar arten globalt som livskraftig. Inga underarter finns listade i Catalogue of Life.
Denna gnagare förekommer i bergstrakter i norra Venezuela och nordöstra Colombia. Arten vistas i regioner som ligger 600 till 1800 meter över havet. Habitatet utgörs av olika slags skogar. Individerna är aktiva på natten och klättrar i växtligheten. De har frön och frukter som föda.